# Capilla de Indias
Capilla de Indias é um conjunto de música vocal e instrumental chileno, especializado em música da América colonial.
Foi fundado em 2001 pela harpista, cantora e musicóloga italiana Tiziana Palmiero, que responde pela direção musical, e pelo musicólogo chileno Guillermo Marchant. O grupo surgiu como uma evolução do conjunto de música barroca da Universidade Católica de Valparaíso, ativo desde 1998 sob o comando da mesma Palmiero, que trabalhava com músicas europeias, a partir da percepção da necessidade de valorizar o repertório latino-americano.
Inserido em um movimento nacional de recuperação desse antigo legado musical, desde então o grupo tem centrado sua atividade na pesquisa e resgate de peças do Barroco americano, extraídas especialmente dos arquivos da Catedral de Santiago do Chile e das antigas missões de Chiquitos e Moxos, na Bolívia. A maior parte do material ainda se encontra em manuscrito, e a Capilla de Indias tem se notabilizado pelo trabalho de transcrição, edição e restauro de obras inéditas, que está a cargo principalmente de Marchant. Como fruto da reconstrução científica e historicamente informada de práticas, melodias e sonoridades, o grupo já realizou muitos concertos apresentando peças esquecidas há séculos, de autores como Antonio Ripa e Josef de Campderros, com instrumental de época ou réplicas. Seus méritos são reconhecidos amplamente no Chile, se apresentado nas mais prestigiadas salas de concerto do país, em igrejas e em festivais locais e no exterior. Foram destacados em edição especial da revista Resonancias, publicada pela Pontifícia Universidade Católica do Chile, que marcou os dez anos de falecimento de Samuel Claro Valdés, importante musicólogo empenhado no estudo da música antiga.
Em 2002 foram o primeiro grupo chileno a ser convidado para o festival Mois National du Barroque musical latino américain, organizado pelo Centre International des Chemins du Baroque de Saint-Ulrich em Sarrebourg, França, que resultou no convite para uma turnê por sete cidades francesas, recebendo aclamação da crítica e do público. No mesmo ano produziram o primeiro CD, El homenaje de los indios Canichanas & Moxos a la reina María Luisa de Borbón, gravado em Paris pelo selo K617, especializado no Barroco latino-americano, e lançado no Chile em concerto promovido pela Corporación Cultural de Las Condes em cooperação com a embaixada da França.
Em 2004, sob os auspícios do Ministério de Relações Exteriores, participaram do V Festival Internacional de Música Renacentista y Barroca Americana "Misiones de Chiquitos", na Bolivia, dando concertos em Santa Cruz, San Miguel e Concepción, com algumas peças incluídas no CD do festival. Em 2005 lançaram o seu segundo CD, intitulado Códex de Martínez de Compañón, com a gravação integral das peças constantes no importante códice compilado pelo bispo Martínez de Compañón. No mesmo ano apresentaram o recital Música en Chile entre la Colonia y la República como uma aula magna na Universidade dos Andes. O terceiro CD, Cantos sagrados del Paraguay Barroco, foi gravado em 2007, saindo pelo selo K617.
Em 2011 abriram a Temporada Oficial do Teatro Municipal de Viña del Mar. Em 2014 se apresentaram no Festival de Páscoa Imago Dei de Krem, na Áustria. Em 2015 deram o concerto "Voces de la América Colonial" no XXII Congreso Internacional sobre descubrimiento y cartografía, V Centenario de Fernando "El Católico", promovido pelo Centro de Estudios de América da Casa de Colón, em Valladolid, Espanha.